# Apseudes babelmandebensis
Apseudes babelmandebensis är en kräftdjursart som beskrevs av Mihai Bacescu 1978. Apseudes babelmandebensis ingår i släktet Apseudes och familjen Apseudidae. Inga underarter finns listade i Catalogue of Life.